# Deathcharge
Deathcharge (Dephtcharge dans la vo) est un personnage principal de la série Animutants. Il apparait dans l'épisode « Deep Metal », non paru en France. Son nom dans la vo signifie "grenade sous-marine".

## Histoire
Deathcharge était le responsable de la sécurité d'Omicron, une colonie maximal. Il a sans doute rencontré Optimus Primal à cette époque. La colonie d'Omicron fut malheureusement massacrée impitoyablement par le Protoform X, et Deathcharge fut l'unique survivant. Se sentant responsable, il sombra dans la haine et le désir de vengeance. Il parvint à capturer X et le ramena aux autres maximals, exigeant que son prisonnier soit exécuté pour ses crimes atroces. Mais il fut finalement décidé que X serait enfermé dans une capsule et abandonné dans l'espace. N'admettant pas cette solution, Deathcharge embarqua dans un vaisseau et partit à la poursuite de X, dans la ferme intention de le tuer. Son parcours le mena jusqu'à la Terre préhistorique, où son vaisseau s'échoua dans la mer au moment où il se changeait en transmetal après avoir franchi l'atmosphère. Une fois sous l'eau, il activa son scanneur, qui toucha une raie manta et lui donna cette forme animal, grâce à laquelle il sortit  de son vaisseau.
Il retrouva rapidement X, devenu Rampage, et le combattit à nouveau, mais alors qu'il était sur le point de tuer le guerrier predator, Quickstrike intervint, permettant à Rampage de fuir. Les maximals récupérèrent ensuite Deathcharge et le ramenèrent à leur base, où ils le soignèrent.
Deathcharge se montra d'abord plutôt froid vis-à-vis des autres maximals, estimant que c'était de leur faute si Rampage était encore en vie, et il quitta la base pour continuer seul sa chasse. Il sauva cependant Vélocitor, puis Rattrap de Rampage. Peu après, il fit involontairement échouer la mission des maximals, qui consistait à récupérer le Sentinel (le bouclier maximal) avant les prédators. Après cela, Optimus parvint à le convaincre qu'il ne pouvait pas continuer à œuvrer seul, et il accepta de se joindre aux autres maximals.
Par la suite, Deathcharge se révèlera un allié précieux, quoique rebelle. Dans Cutting Edge, il arrive à l'Arche au moment d'une attaque massive des prédators, et les repousse à lui tout seul, sauvant la base. Il semble aussi avoir développé une amitié avec certains des autres maximals, ayant apparemment été plus affecté qu'il ne voulait l'admettre par l'apparente mort de Vélocitor dans Cris Sauvage. Sa désobéissance lui causera des ennuis dans Feral scream, où il sera attaqué puis capturé par Dinobot Transmétal 2. Néanmoins, il restera pour l'essentiel un bon maximal.
Dans "Nemesis 1", Optimus le charge, puisqu'il est le seul maximal capable de nager, de se rendre sous l'eau pour stopper le Nemesis. Deathcharge, conscient de sa responsabilité, y alla, mais se heurta à Rampage. Ironiquement, il ne voulait pas le combattre cette fois-ci, mais fut obligé de le faire. Après un combat acharné, Deathcharge poignarda l'étincelle vitale de Rampage avec une lame d'énergon, mais le prédators se saisit de lui au dernier moment, et l'explosion qui s'ensuivit les détruisit tous les deux. Optimus et Tigerhawk, qui survolaient l'océan, purent voir les morceaux de Rampage et de Deathcharge remonter partiellement à la surface. Ils pleurèrent sa mort, mais ce sera finalement la mort de Deathcharge qui permettra aux Maximals de remporter la guerre des Animutants, car Dinobot 2 se retournera contre Mégatron (ayant retrouvé la personnalité du Dinobot original) et les aidera à le vaincre.
Dans le comic Transformers Universe (qui se place après Beast Machines), il est raconté que Deathcharge est réactivé par les cristaux d'Energon. Il rentre sur Cybertron et aidera les Autobots à vaincre Razorclaw.

## Caractère
Selon Optimus, Deathcharge avait autrefois un caractère beaucoup plus aimable. Malheureusement, depuis la destruction d'Omicron, il est devenu colérique, sombre, rebelle agressif et obsédé par un but fixe: tuer Rampage, coûte que coûte. Il est aussi très fier, ce qui explique qu'il se sente si responsable. Néanmoins, il se montre toujours très solidaire vis-à-vis des autres maximals: même avant de se joindre à eux, il intervient si besoin est pour les sauver. Lorsque Optimus tentera de le convaincre d'abandonner son projet de vengeance, il répondra cette réplique:
"Ce n'est pas la vengeance que je recherche, c'est la Justice!"
-Deathcharge à Optimal Optimus dans Animutants, épisode "Deep metal".

## Description
En mode animal, Deathcharge est une raie manta robotique avec plusieurs nuances de bleu. Il a des yeux verts entourés de blanc, une queue articulée et des réacteurs visibles en dessous de son corps. Plusieurs poissons, robotiques eux aussi, sont accrochés sous son ventre, et peuvent s'en détacher pour partir en éclaireur ou lancer des torpilles, même en mode animal. Les nageoires de la manta peuvent pivoter pour permettre à Deathcharge de former sa mode véhicule: un véhicule cybertronien sous-marin/jet.
En mode robot, la tête de manta devient son torse, d’où il peut tirer des laser par la bouche. Ses poissons deviennent des pistolets lance-missiles de grande puissance, et sa queue un harpon-javelot. Ses ailes, bien que toujours dans son dos, ne lui permettent pas de voler, mais plutôt de parer les tirs ennemis en s'en servant comme bouclier. Son visage, de couleur bleu et jaune, ne montre jamais ce qu'il ressent vraiment: il n'a pas de bouche (seulement une sorte de menton qui remue légèrement quand il parle), pas de nez, et ses yeux rouges sont sans cesse froncés. On distingue parfois un clignement des yeux, mais sinon, le seul moyen de deviner ses sentiments est sa voix.